# Dima dusaneki
Dima dusaneki (лат.) — вид жуков-щелкунов (Elateridae) из подсемейства Dendrometrinae.

## Распространение
Встречается в Южной Европе: Северная Македония (prov. Skopje, Skopska Crna Gora, 500—600 м).

## Описание
Взрослый жук имеет длину от 10 до 15 мм и ширину около 5 мм. Основная окраска тела коричневая, ноги красновато-коричневые, опушение желтоватое.
Видовое название дано в честь Mr. Václav Dušánek (Zábřeh, Чехия), который собрал часть типовой серии нового вида.